# Vozokany, Galanta
Vozokany este o comună slovacă, aflată în districtul Galanta din regiunea Trnava. Localitatea se află la altitudinea de 115 m deasupra n.m., se întinde pe o suprafață de 12,89 km2 și în 2017 număra 1.145 de locuitori.

## Istoric
Localitatea Vozokany este atestată documentar din 1240.

## Demografie
| An:                | 1994 | 2004   | 2014   | 2024   |
| ------------------ | ---- | ------ | ------ | ------ |
| Număr de persoane: | 1107 | 1103   | 1186   | 1089   |
| Diferență:         |      | −0,36% | +7,52% | −8,17% |

| An:                | 2023 | 2024   |
| ------------------ | ---- | ------ |
| Număr de persoane: | 1092 | 1089   |
| Diferență:         |      | −0,27% |